# Esbl
Men beta-lactamase phổ rộng (ESBL) được tìm thấy lần đầu tiên năm 1983 tại Đức, thường gặp trong các chủng vi khuẩn đường ruột đặc biệt là Klebsiella sp, E.coli... khi các chủng vi khuẩn sinh ESBL thì đồng nghĩa với việc chúng kháng lại rất nhiều các kháng sinh, đặc biệt là nhóm cephaslosporin. Đây là gánh nặng thực sự trong điều trị nhiễm trùng trực khuẩn gram (-). Những vi khuẩn sinh ESBL có thể mắc do lây truyền từ người này sang người khác, hoặc do được chọn lọc qua việc dùng kháng sinh. Vì vậy việc phòng chống, giảm thiểu những vấn đề do những vi khuẩn đó gây nên chính là việc chống nhiễm khuẩn tốt tại các trung tâm chăm sóc đặc biệt và sử dụng kháng sinh hợp lý cho những bệnh nhân phải điều trị dài ngày. Nhờ mang những men này mà vi khuẩn có khả năng kháng lại các kháng sinh trước đây đã từng tiêu diệt nó.
Tại Việt nam, các chủng VK đường ruột có ESBL dao động lớn tùy theo từng khu vực, cao nhất là ở BV Chợ rẫy với 61% các chủng Klebsiella và 52,6% các chủng E.coli có ESBL. Tỉ lệ đó ở BV Việt đức là 39,3% và 34,2%.

## Hình ảnh